# Festival de la Cançó d'Eurovisió 2019
El LXIV Festival de la Cançó d'Eurovisió va ser la 64a edició del festival, que es va celebrar al Pavelló 2 del Centre de Convencions de Tel-Aviv, Israel, el 14, 16 i 18 de maig de 2019, gràcies a la victoria de Netta Barzilai i la cançó «Toy» al certamen de 2018. Ha sigut la tercera vegada en la que Israel aculli el festival (abans, al 1979 i 1999 a Jerusalem). El certamen va ser presentat per Bar Refaeli, Erez Tal, Assi Azar y Lucy Ayoub.
Han participat 41 països rere la retirada d'Ucraïna després que la cantant Maruv, guanyadora de la preselecció ucraïnesa, no arribés a un acord amb la televisió pública. La polèmica va ser causada pels compromisos musicals de l'artista a Rússia, Estat amb què Ucraïna manté una tensa relació motivada pel conflicte polític sobre la sobirania de Crimea. Després, malgrat que la situació es va intentar solucionar enviant algun participant de la preselecció en el seu lloc, ningú no va accedir a substituir-la, fet que va forçar Ucraïna a no enviar ningú a Tel-Aviv.

## Participants

Països participants que es van classificar per a la final.
Països participants que no es van classificar per a la final.
Països que hi van participar al passat però no el 2019.

La llista oficial de participants es va donar a conèixer el 7 de novembre de 2018, totalitzant 42 països inscrits. En aquesta llista, cabia destacar l'absència de Bulgària. Finalment, rere la retirada d'Ucraïna després d'una polèmica amb la seva representant (tenia compromisos musicals amb Rússia), en van quedar 41.

### Semifinal 1
- Israel, Espanya i França van votar en aquesta semifinal.
- Els països que van superar aquesta semifinal van ser: Xipre, Eslovènia, República Txeca, Belarús, Sèrbia, Austràlia, Islàndia, Estònia, Grècia i San Marino.

| Nº | País       | Intèrpret(s)                | Cançó                   | Posició | Punts |
| -- | ---------- | --------------------------- | ----------------------- | ------- | ----- |
| 1  | Xipre      | Tamta                       | Replay                  | 9       | 149   |
| 2  | Montenegro | D Mol                       | Heaven                  | 16      | 46    |
| 3  | Finlàndia  | Darude ft. Sebastian Rejman | Look away               | 17      | 23    |
| 4  | Polònia    | Tulia                       | Fire of Love (Pali się) | 11      | 120   |
| 5  | Eslovènia  | Zala Kralj & Gašper Šantl   | Sebi                    | 6       | 167   |
| 6  | Txèquia    | Lake Malawi                 | Friend of a Friend      | 2       | 242   |
| 7  | Hongria    | Joci Pápai                  | Az Én Apám              | 12      | 97    |
| 8  | Belarús    | Zena                        | Like it                 | 10      | 122   |
| 9  | Sèrbia     | Nevena Božović              | Kruna (Круна)           | 7       | 156   |
| 10 | Bèlgica    | Eliot                       | Wake up                 | 13      | 70    |
| 11 | Geòrgia    | Oto Nemsadze                | Keep On Going           | 14      | 62    |
| 12 | Austràlia  | Kate Miller-Heidke          | Zero gravity            | 1       | 261   |
| 13 | Islàndia   | Hatari                      | Hatrið mun sigra        | 3       | 221   |
| 14 | Estònia    | Victor Crone                | Storm                   | 4       | 198   |
| 15 | Portugal   | Conan Osíris                | Telemóveis              | 15      | 51    |
| 16 | Grècia     | Katerine Duska              | Better love             | 5       | 185   |
| 17 | San Marino | Serhat                      | Say Na Na Na            | 8       | 150   |

### Semifinal 2
- Alemanya, Itàlia i el Regne Unit van votar en aquesta semifinal.
- Els països que van superar aquesta semifinal van ser: Suïssa, Dinamarca, Suècia, Malta, Rússia, Albània, Noruega, Països Baixos, Macedònia del Nord i l'Azerbaidjan.

| Nº | País               | Intèrpret(s)       | Cançó              | Posició | Punts |
| -- | ------------------ | ------------------ | ------------------ | ------- | ----- |
| 1  | Armènia            | Srbuk              | Walking Out        | 16      | 49    |
| 2  | Irlanda            | Sarah McTernan     | 22                 | 18      | 16    |
| 3  | Moldàvia           | Anna Odobescu      | Stay               | 12      | 85    |
| 4  | Suïssa             | Luca Hänni         | She got me         | 4       | 232   |
| 5  | Letònia            | Carousel           | That night         | 15      | 50    |
| 6  | Romania            | Ester Peony        | On a Sunday        | 13      | 71    |
| 7  | Dinamarca          | Leonora            | Love is forever    | 10      | 94    |
| 8  | Suècia             | John Lundvik       | Too Late for Love  | 3       | 238   |
| 9  | Àustria            | Pænda              | Limits             | 17      | 21    |
| 10 | Croàcia            | Roko               | The dream          | 14      | 64    |
| 11 | Malta              | Michela            | Chameleon          | 8       | 157   |
| 12 | Lituània           | Jurijus            | Run with the lions | 11      | 93    |
| 13 | Rússia             | Sergey Lazarev     | Scream             | 6       | 217   |
| 14 | Albània            | Jonida Maliqi      | Ktheju tokës       | 9       | 96    |
| 15 | Noruega            | KEiiNO             | Spirit in the Sky  | 7       | 210   |
| 16 | Països Baixos      | Duncan Laurence    | Arcade             | 1       | 280   |
| 17 | Macedònia del Nord | Tamara Todevska    | Proud              | 2       | 239   |
| 18 | Azerbaidjan        | Chingiz Mustafayev | Truth              | 5       | 224   |

### Final
| Nº | País               | Intèrpret(s)              | Cançó              | Posició | Punts |
| -- | ------------------ | ------------------------- | ------------------ | ------- | ----- |
| 1  | Malta              | Michella                  | Chameleon          | 14      | 107   |
| 2  | Albània            | Jonida Maliqi             | Ktheju tokës       | 17      | 90    |
| 3  | Txèquia            | Lake Malawi               | Friend of a Friend | 11      | 157   |
| 4  | Alemanya           | S!sters                   | Sister             | 25      | 24    |
| 5  | Rússia             | Sergey Lazarev            | Scream             | 3       | 370   |
| 6  | Dinamarca          | Leonora                   | Love is forever    | 12      | 120   |
| 7  | San Marino         | Serhat                    | Say Na Na Na       | 19      | 77    |
| 8  | Macedònia del Nord | Tamara Todevska           | Proud              | 7       | 305   |
| 9  | Suècia             | John Lundvik              | Too Late for Love  | 5       | 334   |
| 10 | Eslovènia          | Zala Kralj & Gašper Šantl | Sebi               | 15      | 105   |
| 11 | Xipre              | Tamta                     | Replay             | 13      | 109   |
| 12 | Països Baixos      | Duncan Laurence           | Arcade             | 1       | 498   |
| 13 | Grècia             | Katerine Duska            | Better love        | 21      | 74    |
| 14 | Israel             | Kobi Marimi               | Home               | 23      | 35    |
| 15 | Noruega            | KEiiNO                    | Spirit in the Sky  | 6       | 331   |
| 16 | Regne Unit         | Michael Rice              | Bigger than us     | 26      | 11    |
| 17 | Islàndia           | Hatari                    | Hatrið mun sigra   | 10      | 232   |
| 18 | Estònia            | Victor Crone              | Storm              | 20      | 76    |
| 19 | Belarús            | Zena                      | Like it            | 24      | 31    |
| 20 | Azerbaidjan        | Chingiz Mustafayev        | Truth              | 8       | 302   |
| 21 | França             | Bilal Hassani             | Roi                | 16      | 105   |
| 22 | Itàlia             | Mahmood                   | Soldi              | 2       | 472   |
| 23 | Sèrbia             | Nevena Božović            | Kruna (Круна)      | 18      | 89    |
| 24 | Suïssa             | Luca Hänni                | She got me         | 4       | 364   |
| 25 | Austràlia          | Kate Miller-Heidke        | Zero gravity       | 9       | 284   |
| 26 | Espanya            | Miki                      | La venda           | 22      | 54    |